# Jag tvivlar på idrotten
Jag tvivlar på idrotten är en skrift av Ivar Lo-Johansson, utgiven 1931. Boken har formen av en kort roman men innehållet kan närmare liknas vid en pamflett. I boken träffar ett berättarjag en fotbollsspelare, som nyligen drabbats av en skada. I en serie samtal utgjuter sig fotbollsspelaren om idrottens, dess märkligt framskjutna plats i samhällslivet på bekostnad av kulturen, och hur den inte är individen till gagn. 
För skriften anklagades Lo-Johansson för att vara idrottshatare, men det var inte idrottsutövandet i sig som han kritiserade utan idrottsrörelsen som utnyttjar enskilda människor för att tillfredsställa massan. Många saker i boken upplevs idag som föråldrade och med dagens ögon märkliga, men Lo-Johanssons kritik av idrotten var på många sätt före sin tid. I sin stridsskrift beskrev han hur idrotten kommersialiserats, och om missbruk av diverse medel medan idrottsläkarna blundar, och förespådde framtidens dopning långt innan begreppet var myntat.